# Église Notre-Dame-de-la-Nativité de Pontaubert
Pour les articles homonymes, voir Église Notre-Dame-de-la-Nativité.
L'église de Pontaubert est une église située à Pontaubert, dans le département français de l'Yonne, qui fut construite aux XIIe et XIIIe siècles par les Hospitaliers de Saint-Jean de Jérusalem (devenus l'Ordre de Malte).

## Présentation
L'église est située sur la commune de Pontaubert, au centre du village. L'édifice est classé au titre des monuments historiques par la liste de 1862.
L’église est très harmonieuse et date presque en totalité de la fin du XIIe siècle et du début du XIIIe siècle. Le plan très simple, sans transept, présente une nef de quatre travées avec bas-côtés, une travée de chœur un peu plus basse, également avec bas-côtés, et une abside à trois pans. Entrant dans la nef, on est agréablement surpris par le grand équilibre de l’ensemble roman. L’élévation typiquement bourguignonne est à deux étages : les grandes arcades brisées, à double rouleau, reposant sur des piliers cruciformes à colonnes engagées, sont surmontées de fenêtres hautes inondant la nef de lumière. La voûte d’arêtes est supportée par de forts doubleaux de profil brisé, qu’on retrouve aux bas-côtés. Remarquons que les doubleaux et arcades sont à double rouleau dans la première travée supportant le clocher, mais aussi dans la travée correspondant au transept, qui est de même architecture que la nef, mais un peu plus basse. La présence d'un oculus laisse penser qu'un clocher avait été prévu à cet endroit, avant d'être déplacé en façade (solution gothique). L’abside, de plan trapézoïdal, ce qui est assez typique des Ordres militaires, est voûtée d’une arête de même forme et percée de trois hautes baies. Les chapiteaux de la nef sont décorés très discrètement de larges feuilles d'eau pour la partie romane, et de crochets dans la partie plus récente.
De l’extérieur, on remarque tout de suite la haute nef romane avec ses deux étages de baies en plein cintre et ses modillons, dont certains sont sculptés de têtes du côté sud. Le petit portail sud a été restauré mais demeure roman dans son ensemble, avec ses colonnes, ses chapiteaux à crochets et ses voussures.
L’édifice est dominé par le grand clocher qui se trouve sur la première travée de la nef. Ses deux étages supérieurs sont du XIIIe siècle et présentent des grandes arcatures géminées qui rappellent l'église de Saint-Père, en moins fouillé. Du début du même siècle est le grand portail sous le porche, qui est un ensemble précieux avec ses colonnettes, ses chapiteaux, son trumeau et ses voussures. Le tympan présente des scènes historiés de proportions médiocres, quoique la sculpture ne soit pas sans finesse : à gauche on voit une Adoration des Mages avec au centre la Vierge en majesté et l’Enfant, entourée d’anges qui portaient autrefois une couronne ; à droite c’est l’Assomption de la Vierge. Le porche ouest précédant l’ensemble roman date des années 1500 et présente une voûte à liernes ; il était couvert d'un toit en bâtière, qui a été supprimé pour éclairer la nef. Ainsi, la terrasse, la balustrade et la gargouille sont des ajouts du XIXe siècle, ainsi que la tourelle d'escalier menant au clocher.
Le beffroi accueillait 4 cloches avant la Révolution, il n'en reste plus qu'une. La charpente porte la marque "I-F 1748".
De la commanderie restent peu de vestiges, seulement l'ancien logis à gauche de la route (face à la mairie), et un cellier souterrain sous la place, inaccessible.

## Mobilier
Après le classement comme Monument Historique en 1862, l’église est restaurée en 1873 par l’abbé Minard, qui commande un important programme de sculpture à Jean Guillaumet. L'autel monumental et la grille de communion ont été déposés depuis, il ne reste que la chaire, ainsi que la balustrade du porche avec sa curieuse gargouille féminine..
Au XVIIIe siècle, chaque pilier était muni d'un autel, et un jubé en bois pouvait accueillir de la musique. Il reste un Christ en croix et deux statuettes en bois peint (la Vierge et St Jean, de facture rustique du XVIIe s.) qui ont été placés sur le mur du chœur.
Plusieurs croix de consécration très anciennes se remarquent sur les piliers. Tout le reste du crépi a été refait au XIXe s. en ocre brun avec appareil de faux joints blancs. Certaines parties ont été retirées depuis pour laisser les pierres apparentes, selon la mode des années 60.
La cuve baptismale se trouvait à l'entrée, et a été rapprochée du chœur par l'abbé Junot après Vatican II.
La statuaire (déposée) représente le véritable trésor de cette belle église. N'est visible qu'une Vierge assise à l'Enfant (XIIe s.) provenant de la chapelle templière du Saulce d'Island. En calcaire, elle est probablement l'œuvre de plusieurs mains : son allure générale, y compris l'Enfant, est assez rustique, mais le visage et les cheveux de la Vierge sont beaucoup plus fins et tout-à-fait dignes de la sculpture de Vézelay.
Les autres statues sont une Sainte Barbe, un Saint Cyr, etc.
Un tombeau en calcaire sculpté en bâtière est déposé contre le mur nord. Il porte une énigmatique inscription latine citant Guy et Geoffroy : "Gaufridi genitor Guido jacet hic tumulatus, tam genito quam egenitus genitore beatus". Il s'agit peut-être de Guy d'Autun, seigneur de Domecy, qui fit don à la commanderie d'une rente de 10 sols pour le repos de son âme en 1251.
D'autres pierres tombales (XVII-XVIIIe s.) se remarquent encore au sol, bien que le dallage ait été refait au XIXe s.
Les vitraux sont de simples grisailles, mais l'une d'elles au moins parait remonter au XVe s. Les vitraux du chœur datent de la restauration du XIXe s., celui du centre porte discrètement les armes d'un donateur.